# Dinophalus
Dinophalus är ett släkte av fjärilar. Dinophalus ingår i familjen mätare.
Kladogram enligt Catalogue of Life:
| Dinophalus | \| \| Dinophalus cyanorrhoea \| \| \| \| \| \| Dinophalus idiocrana \| \| \| \| |
|            | \| \| Dinophalus cyanorrhoea \| \| \| \| \| \| Dinophalus idiocrana \| \| \| \| |
|            | Dinophalus cyanorrhoea                                                          |
|            |                                                                                 |
|            | Dinophalus idiocrana                                                            |
|            |                                                                                 |